# Schweinsgalopp (Spiel)
Schweinsgalopp ist ein Brettspiel von Heinz Meister für Kinder ab 6 Jahren. Es erschien auf Deutsch 1992 bei Ravensburger und 2000 als Kartenspiel bei Abacusspiele. Rio Grande Games hat eine englische Ausgabe als Galloping Pigs veröffentlicht, eine niederländische Ausgabe wurde von PS Games als Biggenrace herausgegeben.
Es wurde mit dem Sonderpreis Kinderspiel beim Spiel des Jahres 1992 ausgezeichnet. Es kann von 2 bis 4 Spielern gespielt werden. Ein Spiel dauert ca. 20–30 Minuten.

## Spielmaterial
- 50 Futterchips (Brettspielversion), 55 Futterkarten (Kartenspielversion)
- 35 Rennkarten (je 7 Karten in den 5 Farben der Rennschweine)
- 1 Spielplan (Brettspielversion), 22 Streckenkarten (Kartenspielversion)
- 5 Rennschweine in 5 Farben
- 1 Spielanleitung

## Ziel des Spieles
Das Ziel des Spieles ist, nach 3 Runden die meisten Futterchips / Futterkarten gesammelt zu haben.